# Нову-Крузейру
Нову-Крузейру (порт. Novo Cruzeiro)  —  муниципалитет в Бразилии, входит в штат Минас-Жерайс. Составная часть мезорегиона Жекитиньонья. Входит в экономико-статистический  микрорегион Арасуаи. Население составляет 30 235 человек на 2006 год. Занимает площадь 1700,601 км². Плотность населения — 17,8 чел./км².

## История
Город основан 1 января 1943 года. 

## Статистика
- Валовой внутренний продукт на 2003 год составляет 65 422 476,00 реалов (данные: Бразильский институт географии и статистики).
- Валовой внутренний продукт на душу населения на 2003 год] составляет 2156,67 реалов (данные: Бразильский институт географии и статистики).
- Индекс развития человеческого потенциала на 2000 год составляет 0,629 (данные: Программа развития ООН).